# Trachelipus dimorphus
Trachelipus dimorphus är en kräftdjursart som först beskrevs av Zdenek Frankenberger 1941.  Trachelipus dimorphus ingår i släktet Trachelipus och familjen Trachelipodidae. Inga underarter finns listade i Catalogue of Life.